# Пфаффеноффен
Пфаффеноффен (фр. Pfaffenhoffen) — упразднённая коммуна на северо-востоке Франции в регионе Эльзас — Шампань — Арденны — Лотарингия, департамент Нижний Рейн, округ Агно-Висамбур, кантон Рейшсоффен. До марта 2015 года коммуна административно входила в состав кантона Буксвиллер (округ Саверн). В результате административной реформы упразднена и с 1 января 2016 года объединена с коммунами Ла-Вальк и Юберак в новую коммуну Валь-де-Модер.
Площадь коммуны — 3,54 км², население — 2663 человека (2006) с тенденцией к росту: 2794 человека (2013), плотность населения — 789,3 чел/км².

## Население
Население коммуны в 2011 году составляло 2831 человек, в 2012 году — 2829 человек, а в 2013-м — 2794 человека.
| 1962 | 1968 | 1975 | 1982 | 1990 | 1999 | 2006 | 2008 | 2011 | 2012 | 2013 |
| ---- | ---- | ---- | ---- | ---- | ---- | ---- | ---- | ---- | ---- | ---- |
| 1802 | 2098 | 2306 | 2261 | 2285 | 2468 | 2663 | 2753 | 2831 | 2829 | 2794 |

Динамика населения:

## Экономика
В 2010 году из 1776 человек трудоспособного возраста (от 15 до 64 лет) 1311 были экономически активными, 465 — неактивными (показатель активности 73,8 %, в 1999 году — 72,3 %). Из 1311 активных трудоспособных жителей работали 1132 человека (610 мужчин и 522 женщины), 179 числились безработными (80 мужчин и 99 женщин). Среди 465 трудоспособных неактивных граждан 141 были учениками либо студентами, 147 — пенсионерами, а ещё 177 — были неактивны в силу других причин.

## Достопримечательности (фотогалерея)

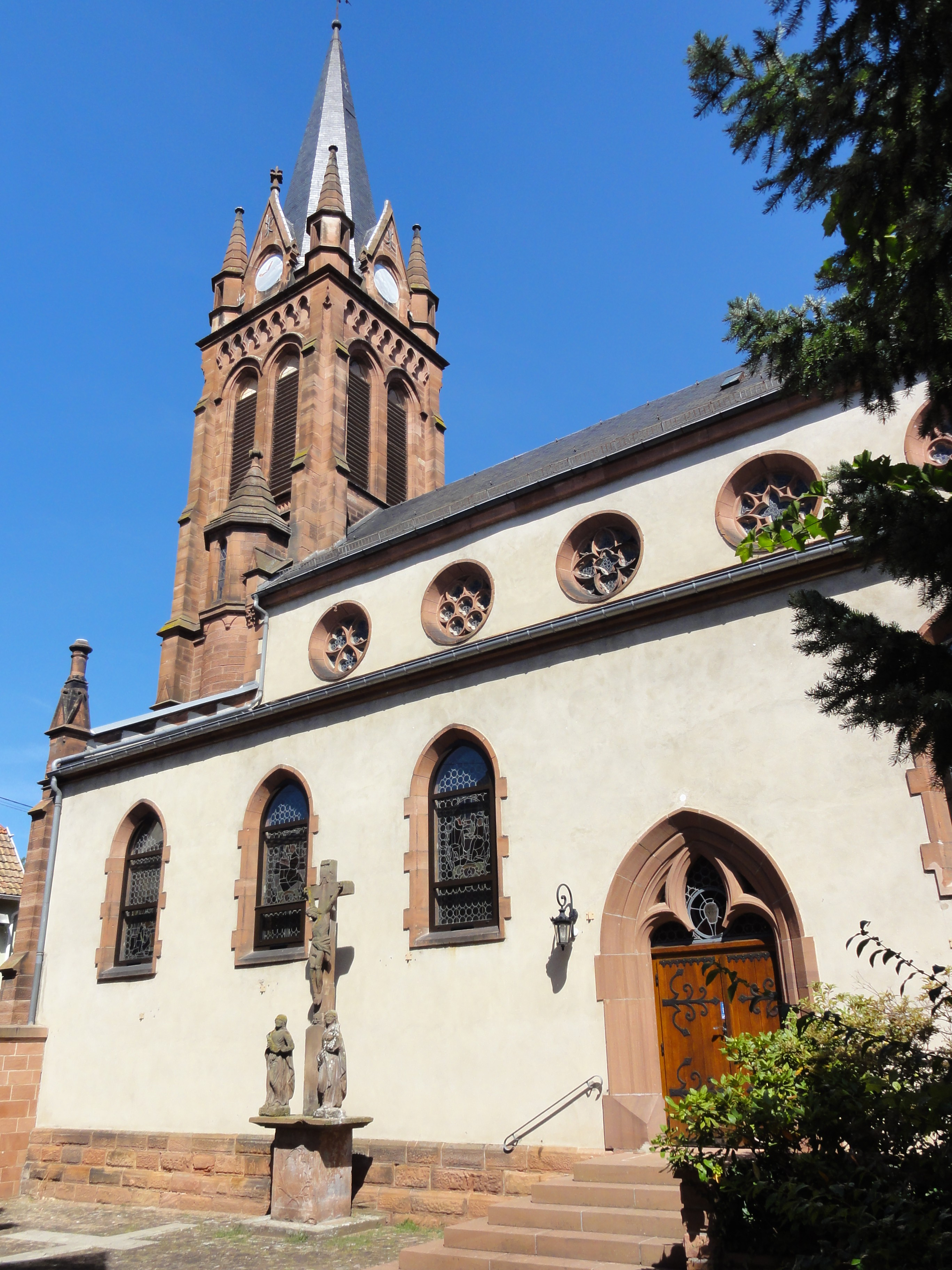
Церковь Святых Петра и Павла
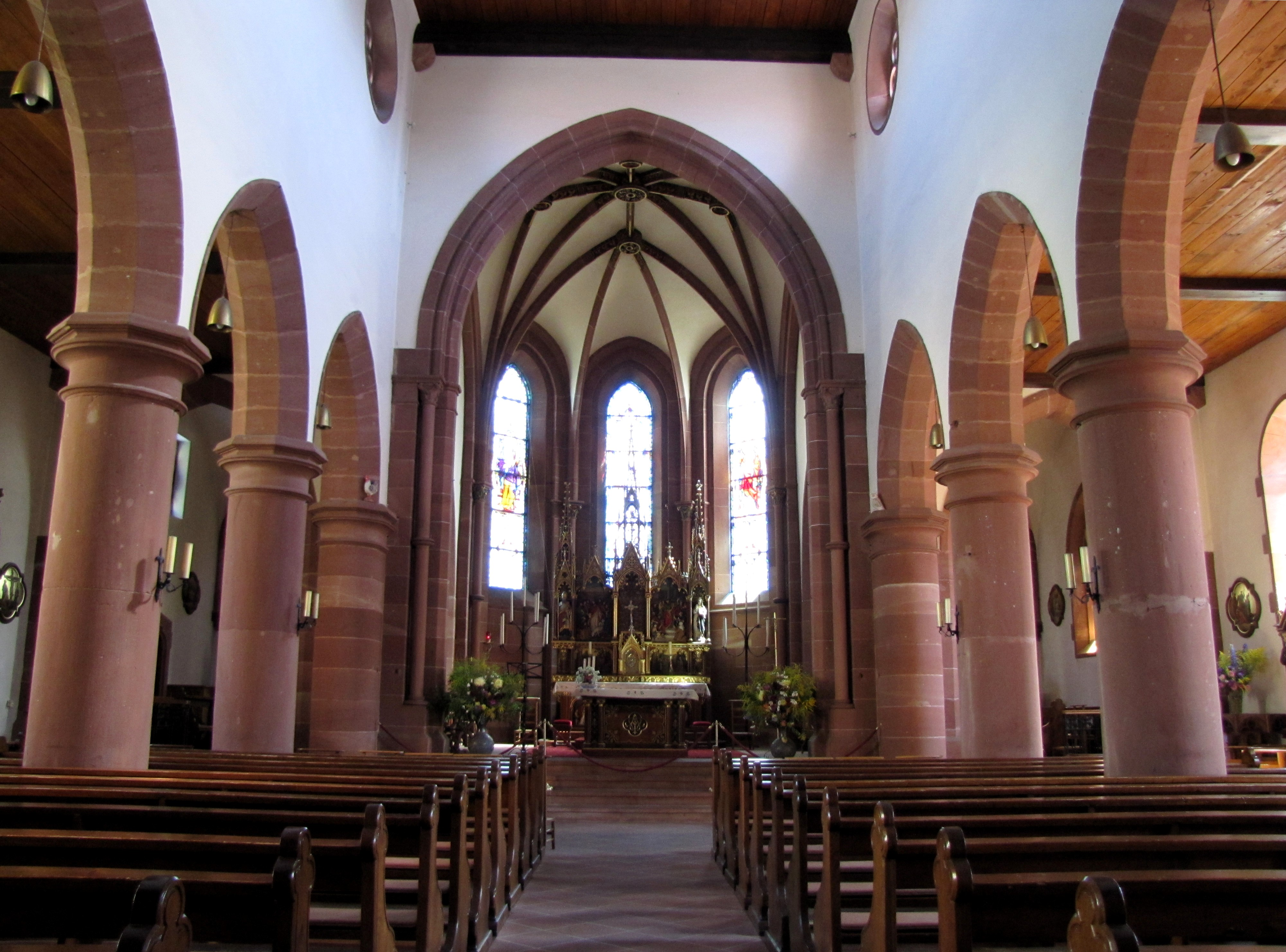
Интерьер
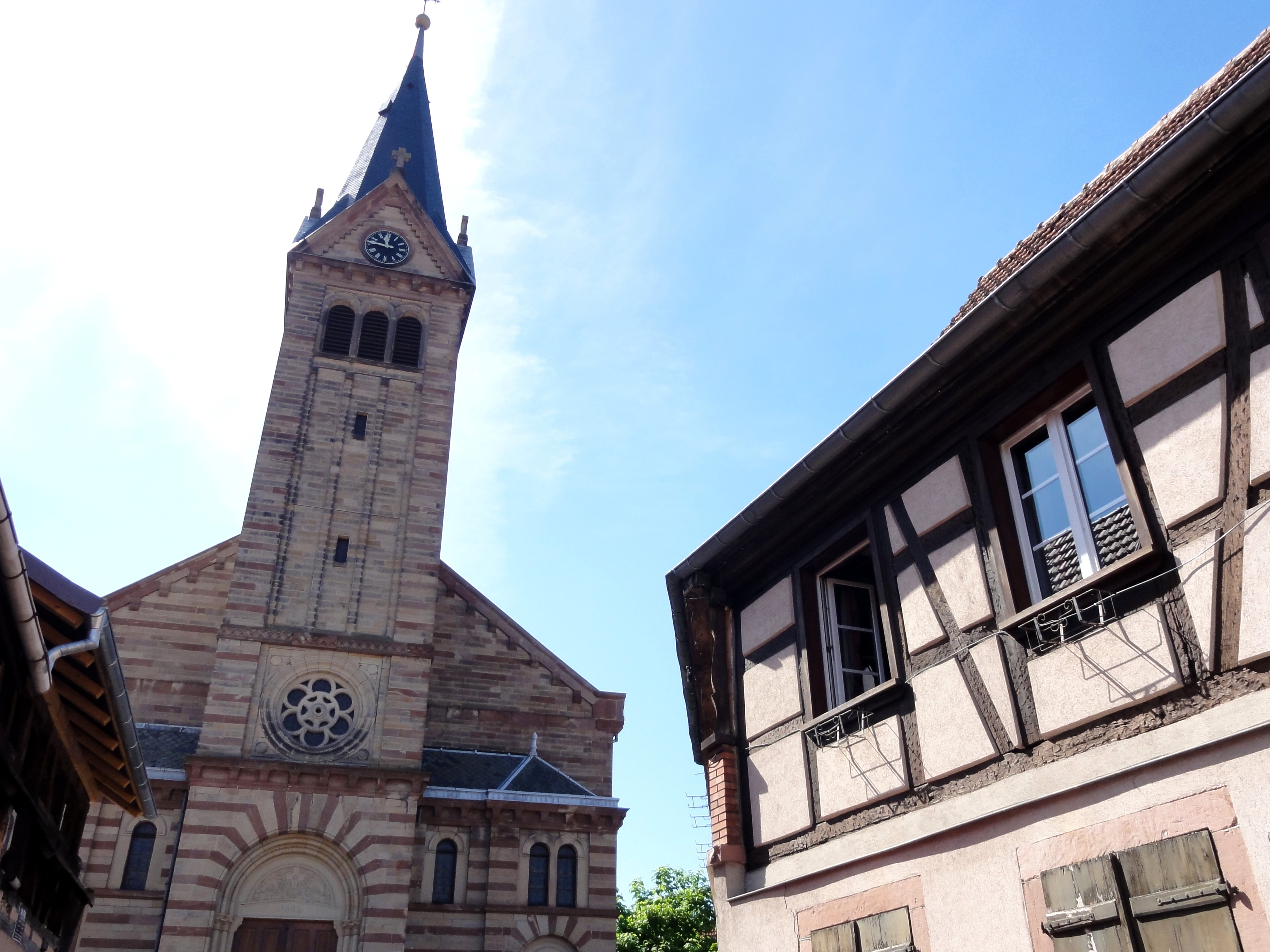
Протестантская церковь
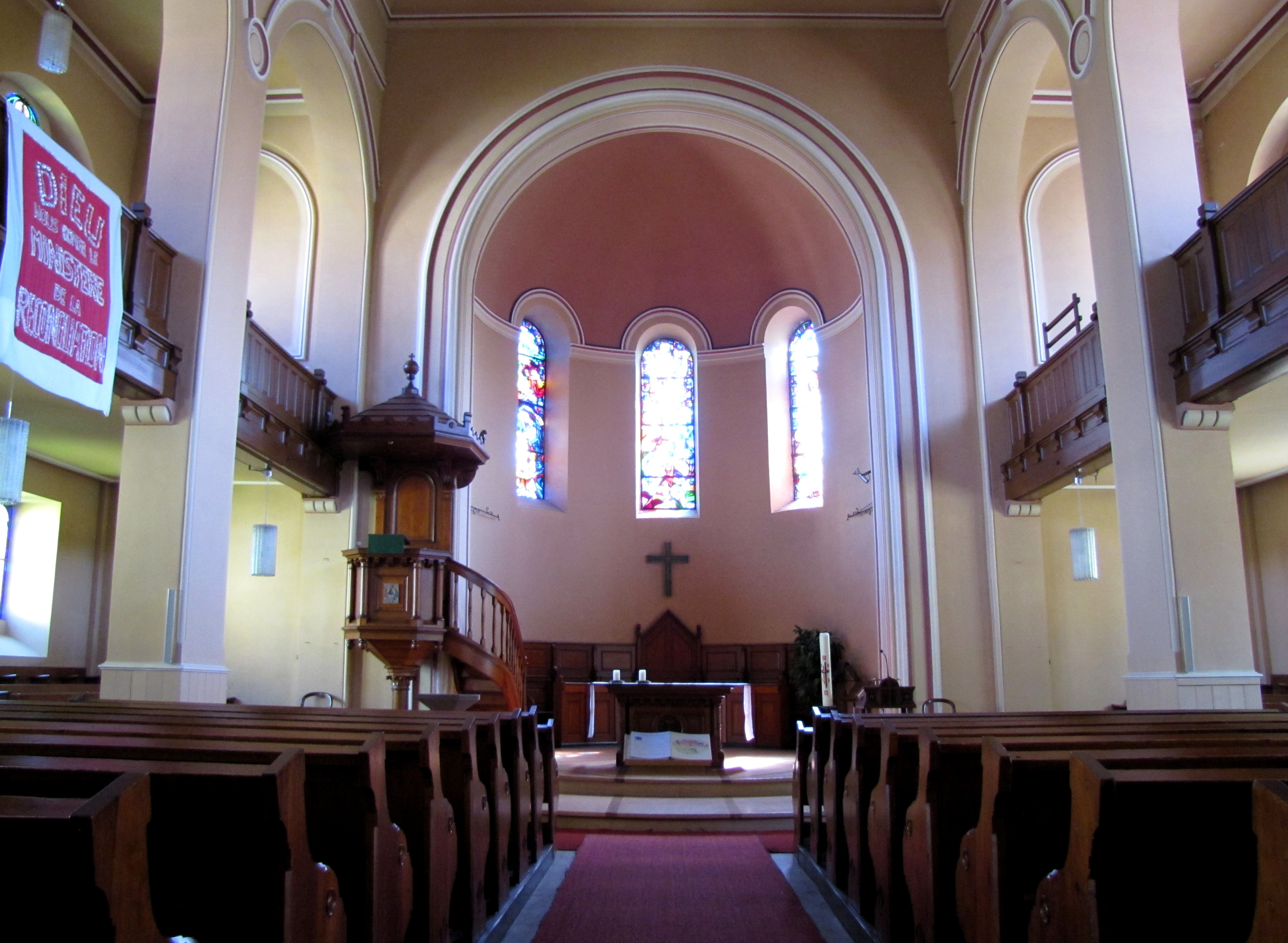
Интерьер
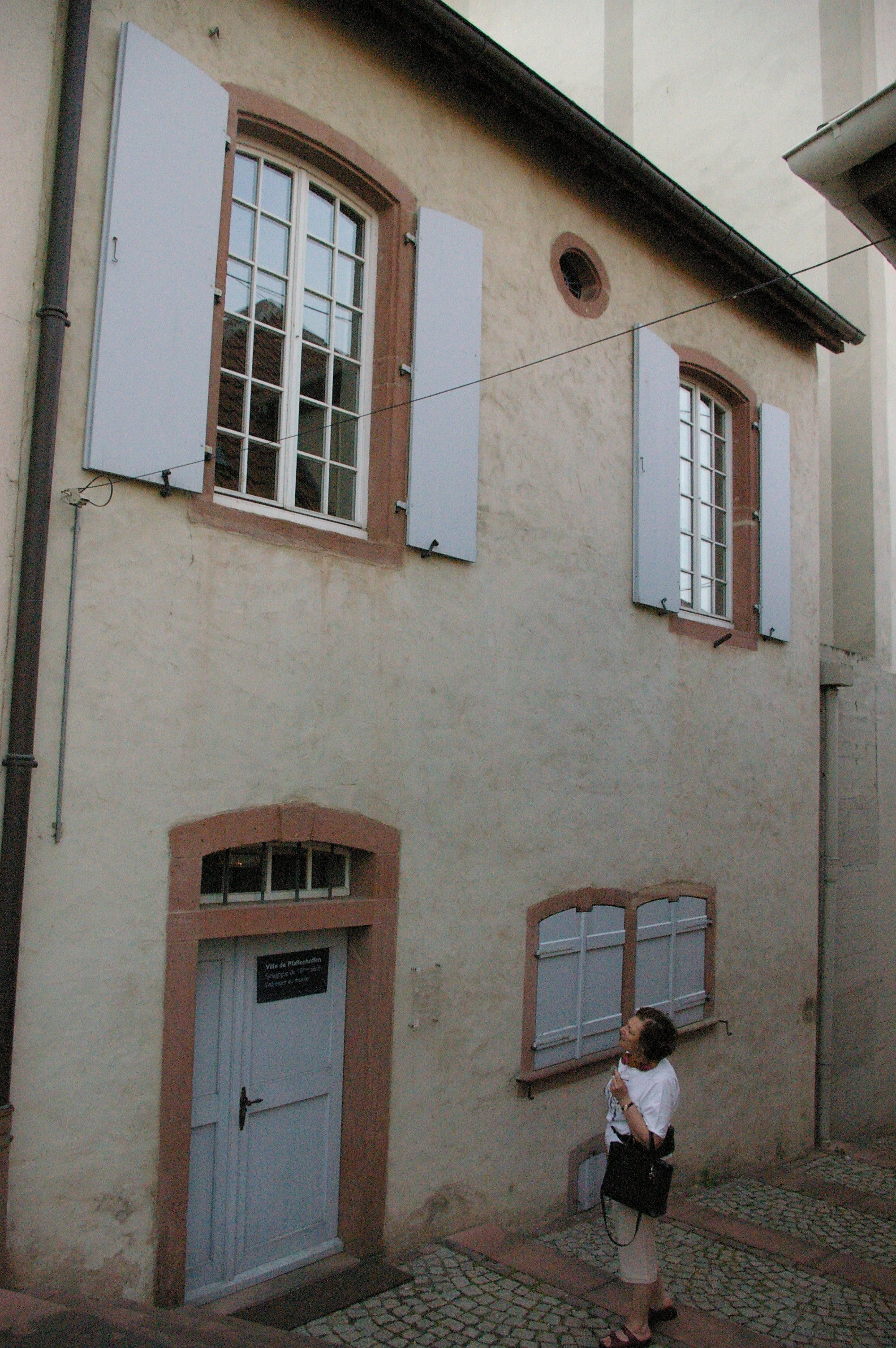
Синагога
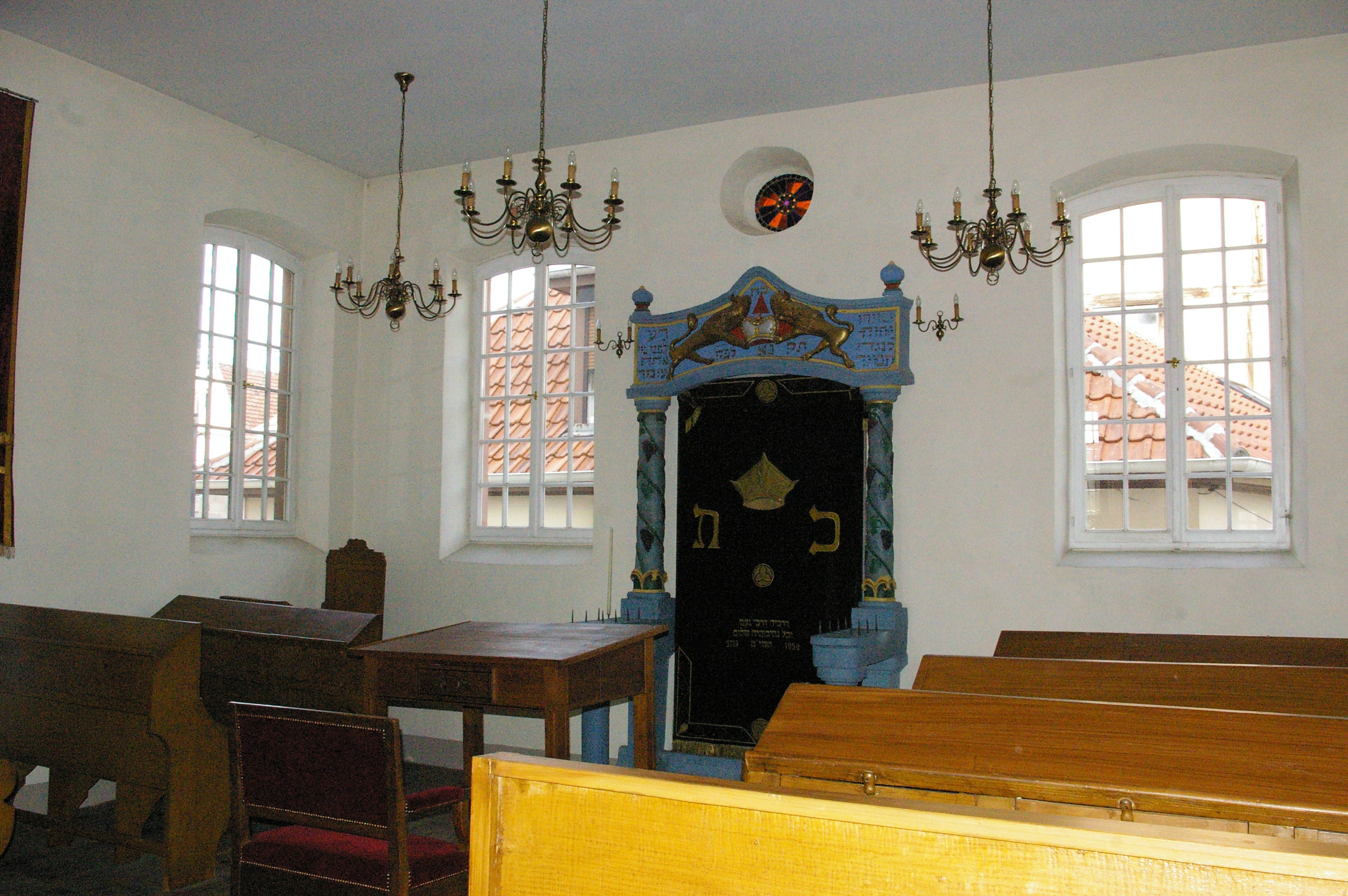
Интерьер